# Околна среда
Околната среда е съчетанието от географски, климатични, биосферни и антропогенни фактори, които формират и оказват влияние върху местообитанията на организмите. Околната среда се състои от абиотични и биотични фактори.
Опазването на околната среда е първостепенен проблем за здравето на човека и икономическото развитие.

## Абиотични фактори
Абиотичните фактори са набор от физически параметри с небиологичен произход, които оказват влияние върху живите организми. Абиотичните фактори на околната среда са:
- светлина
- температура
- вода
- атмосфера
- география

## Биотични фактори
Биотичните фактори са:
- почвите
- видовото разнообразие и численото съотношение на видовете в екосистемата, както и взаимоотношенията между тях
- антропогенното въздействие върху местообитанията и екосистемите

## Опазване
Опазването на околната среда е човешка дейност за поддържане на устойчиво равновесие в биосферата. Това означава съхраняване на биологичното разнообразие, като не се допуска да се влошават параметрите на абиотичните фактори и не се съкращава числеността на видовете в природата.

## Влиянието на хората върху водите
Хората влияят на водата по различни начини, като например модифициране на реки (чрез язовири и канализиране на потоци), урбанизация и обезлесяване. Те оказват влияние върху нивата на езерото, състоянието на подпочвените води, замърсяването на водата, топлинното замърсяване и замърсяването на морето. Хората променят реките, като използват директна манипулация на каналите.[11] Изграждаме язовири и резервоари и манипулираме посоката на реките и водния път. Язовирите могат полезно да създават резервоари и водноелектрическа енергия. Въпреки това, резервоарите и язовирите могат да окажат отрицателно въздействие върху околната среда и дивата природа. Язовирите спират миграцията на рибите и движението на организми надолу по течението. Урбанизацията засяга околната среда поради обезлесяването и променящите се нива на езерата, състоянието на подземните води и т.н. Обезлесяването и урбанизацията вървят ръка за ръка. Обезлесяването може да причини наводнения, намаляване на речния поток и промени в крайречната растителност. Промяната на растителността се случва, защото когато дърветата не могат да получат достатъчно вода, те започват да се влошават, което води до намалено снабдяване с храна за дивата природа в даден район.[11]

## Климат
Климатът разглежда статистическите данни за температурата, влажността, атмосферното налягане, вятъра, валежите, броя на частиците в атмосферата и други метеорологични елементи в даден регион за дълъг период от време. Времето, от друга страна, е настоящото състояние на същите елементи за период до две седмици.
Климатите могат да бъдат класифицирани според средните и типичните диапазони на различни променливи, най-често температура и валежи. Най-често използваната класификационна схема е тази, която първоначално е разработена от Владимир Кьопен. Системата на Торнтуейт, използвана от 1948 г., използва евапотранспирацията, както и информация за температурата и валежите, за да изследва разнообразието на животинските видове и потенциалните въздействия на климатичните промени.